# Frank James
Alexander Franklin "Frank" James (10 de janeiro de 1843 - 18 de fevereiro de 1915) foi um famoso bandido americano. Ele era o irmão mais velho do bandido Jesse James.
Começou como um membro da guerrilha sulista Quantrill Riders e participou do massacre de Lawrence, mas em 1865 organizou com seu irmão e alguns jovens, um bando que ficou famoso por assaltos a bancos e trens, e depois lutou contra os detetives da agência Pinkerton. Após a morte de seu irmão em 1882, se entregou. Ele foi julgado em vários estados e considerado inocente.

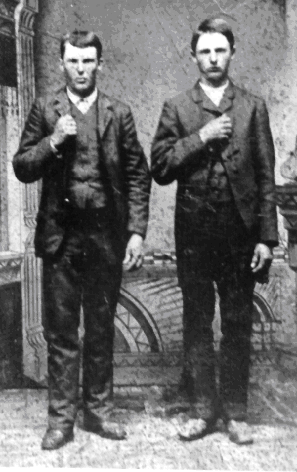
Frank (à direita) e Jesse James em 1872

## Guerra Civil
A Guerra Civil Americana começou em 1861, quando James tinha dezoito anos. Os separatistas do Missouri, incluindo o governador Claiborne Fox Jackson, tentaram expulsar o exército da União do estado, mas foram derrotados. A família James era da parte ocidental fortemente confederada do estado. Em 13 de setembro de 1861, a Guarda do Estado de Missouri, incluindo o soldado Frank James, cercou Lexington, Missouri. James adoeceu e foi deixado para trás quando as forças confederadas recuaram. Ele se rendeu às tropas da União, foi libertado em liberdade condicional e foi autorizado a voltar para casa. Em sua chegada, no entanto, ele foi preso pela milícia pró-União local e foi forçado a assinar um juramento de fidelidade à União.
Após a retirada das tropas confederadas regulares no outono de 1861, um amargo conflito de guerrilhas logo começou entre bandos de irregulares pró-confederados (comumente conhecidos como bushwhackers) e os guardas domésticos da União. No início de 1863, Frank, ignorando sua liberdade condicional e juramento de lealdade, juntou-se ao bando guerrilheiro de Fernando Scott, um ex-seleiro. Ele logo mudou para o comando mais ativo liderado por William Clarke Quantrill.
Milicianos do sindicato em busca de Fernando Scott invadiram a fazenda Samuel e enforcaram o Dr. Reuben Samuel (embora não fatalmente), o padrasto de Frank, torturando-o para revelar a localização dos guerrilheiros. Pouco depois, Frank participou com a empresa de Quantrill no Massacre de Lawrence em 21 de agosto de 1863, onde aproximadamente 200 civis, em sua maioria desarmados, foram mortos.
Frank James obteve liberdade condicional em 27 de julho de 1865 no condado de Nelson, Kentucky. Há um relato de que após sua liberdade condicional, Frank se envolveu em um tiroteio em Brandenburg, Kentucky, com quatro soldados que resultou na morte de dois soldados, um ferido e Frank ferido no quadril. No entanto, há um relato alternativo que afirma que no outono de 1865, Frank, que estava em Kentucky indo para o Missouri, era suspeito de roubar cavalos em Ohio e que Frank atirou em dois membros de um bando e escapou.

## Fora da lei / anos criminais e aposentadoria
Durante seus anos como bandido, James esteve envolvido em pelo menos quatro roubos entre 1868 e 1876, que resultaram na morte de funcionários de bancos ou cidadãos. O incidente mais famoso foi o desastroso ataque a Northfield, Minnesota, em 7 de setembro de 1876, que terminou com a morte ou captura da maior parte da gangue.
Cinco meses após o assassinato de seu irmão Jesse em 1882, Frank James embarcou em um trem para Jefferson City, Missouri, onde tinha um encontro com o governador na capital do estado. Colocando seu coldre nas mãos do governador Crittenden, ele explicou:
'Fui caçado por vinte e um anos, vivi literalmente na sela, nunca conheci um dia de paz perfeita. Foi uma vigília longa, ansiosa, inexorável e eterna. ' Ele então encerrou sua declaração dizendo: 'Governador, não deixo outro homem tocar em minha arma desde 1861'.
As contas dizem que James se rendeu com o entendimento de que não seria extraditado para Northfield, Minnesota.
Ele foi julgado por apenas dois dos roubos / assassinatos - um em Gallatin, Missouri, pelo roubo de 15 de julho de 1881 do trem Rock Island Line em Winston, Missouri, no qual o engenheiro do trem e um passageiro foram mortos, e o outro em Huntsville, Alabama, pelo roubo em 11 de março de 1881 da folha de pagamento do Corpo de Engenheiros do Exército dos Estados Unidos em Muscle Shoals, Alabama. Entre outros, o ex-general confederado Joseph Orville Shelby testemunhou em nome de James no julgamento de Missouri. Ele foi absolvido no Missouri e no Alabama. Missouri aceitou jurisdição legal sobre ele para outras acusações, mas eles nunca foram a julgamento. Ele nunca foi extraditado para Minnesota por sua conexão com o Raid Northfield.
Seu obituário do New York Times resumiu sua prisão e absolvição:
Em 1882... Frank James se rendeu em Jefferson City, Missouri.

Após sua rendição, James foi levado para Independence, Missouri, onde foi mantido na prisão por três semanas, e mais tarde para Gallatin, onde permaneceu na prisão por um ano aguardando julgamento. Finalmente James foi absolvido e foi para Oklahoma para morar com sua mãe. Ele nunca esteve na penitenciária e nunca foi condenado por nenhuma das acusações contra ele. 
Nos últimos trinta anos de sua vida, James trabalhou em uma variedade de empregos, incluindo vendedor de sapatos e depois como vendedor de ingressos de teatro burlesco em St. Louis. Uma das manhas do teatro para atrair clientes foi o uso da frase "Venha, pegue seu ingresso perfurado pelo lendário Frank James". Ele também atuou como operador de telégrafo da AT&T em St. Joseph, Missouri. James assumiu o circuito de palestras, enquanto residia em Sherman, Texas. Em 1902, o ex-Missourian Sam Hildreth, um importante treinador e proprietário de cavalos puro-sangue, contratou James como comissário de apostas no Fair Grounds Race Track em New Orleans. Ele voltou para a área do norte do Texas, onde era vendedor de sapatos na Sanger Brothers em Dallas. O Tacoma Times noticiou em julho de 1914 que ele estava colhendo frutas em uma fazenda local no estado de Washington e planejava comprar uma fazenda nas proximidades. Ele também fazia parte de um grupo de investimentos de Chicago que comprou o Show do Oeste Selvagem de Fletcher Terrell Buckskin Bill, o terceiro em tamanho depois dos shows de Buffalo Bill e Pawnee Bill.

Em seus últimos anos, James voltou à James Farm, dando passeios pela quantia de 25 centavos. Ele morreu lá aos 72 anos em 18 de fevereiro de 1915. Ele deixou sua esposa Annie Ralston James e um filho. Ele está enterrado no cemitério de Hill Park, na parte oeste de Independence, Missouri.

## Leitura Adicional
- Copland, Aaron and Perlis, Vivian: Copland - 1900 Through 1942, St. Martin's/Marek, 1984.
- Settle, William A., Jr.: Jesse James Was His Name, or, Fact and Fiction Concerning the Careers of the Notorious James Brothers of Missouri, University of Nebraska Press, 1977
- Yeatman, Ted P.: Frank and Jesse James: The Story Behind the Legend, Cumberland House, 2001
- Stiles, T.J.: Jesse James: Last Rebel of the Civil War, Alfred A. Knopf, 2002
- Wellman, Paul I. A Dynasty of Western Outlaws. 1961; 1986.